# Cesiomaggiore
Cesiomaggiore est une commune italienne de la province de Belluno dans la région Vénétie en Italie.

## Administration
| Période                                  | Période | Identité | Étiquette | Qualité |
| ---------------------------------------- | ------- | -------- | --------- | ------- |
|                                          |         |          |           |         |
| Les données manquantes sont à compléter. |         |          |           |         |

### Communes limitrophes
Feltre, Gosaldo, Lentiai, Mezzano, Sagron Mis, San Gregorio nelle Alpi, Santa Giustina, Sospirolo, Transacqua

## Jumelages
- Aratiba (Brésil)